# 聖本篤準則

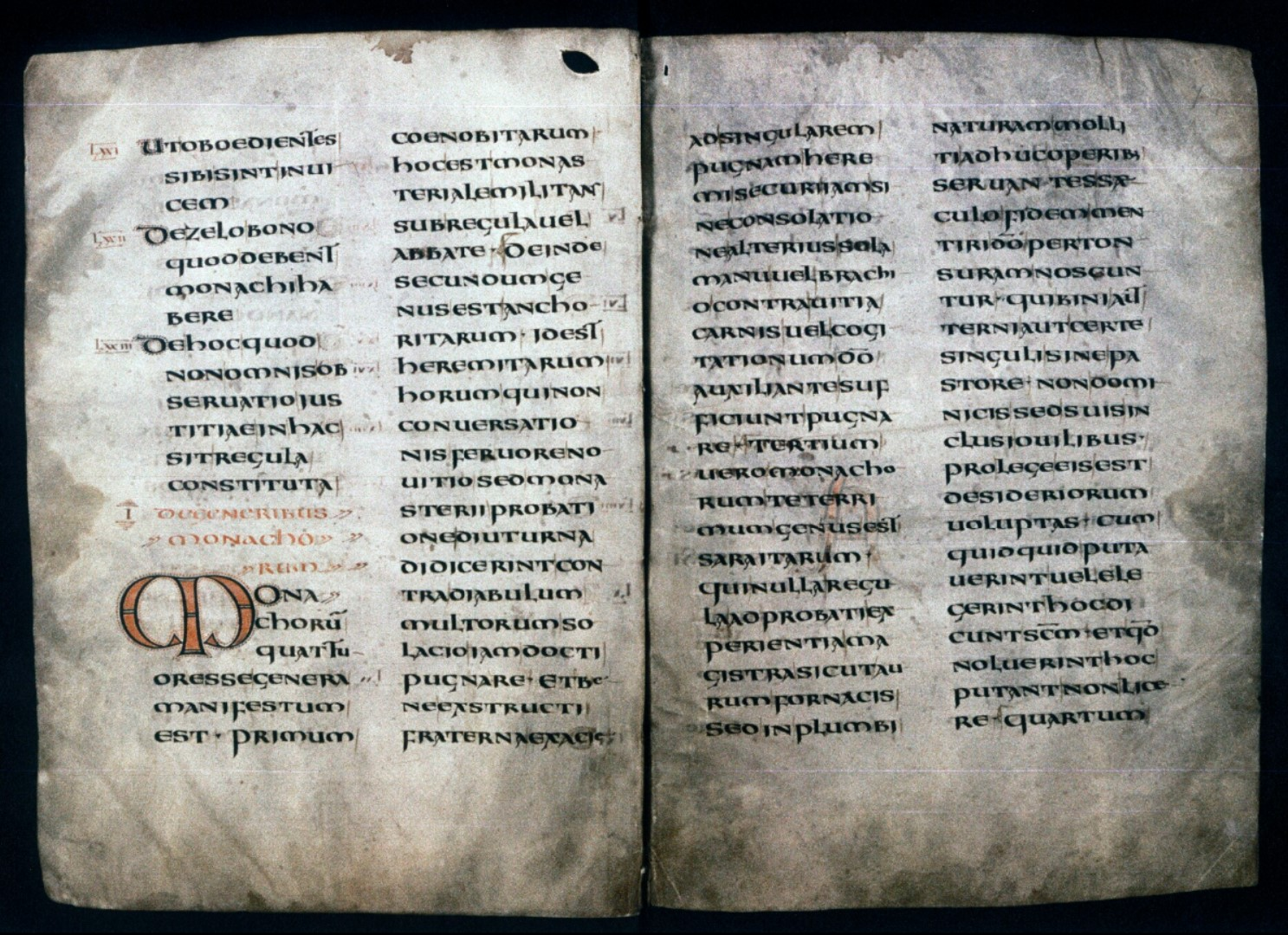
最古老的聖本篤準則抄本，8世纪（牛津大学博德利图书馆

聖本篤準則（拉丁語：Regula Sancti Benedicti）是努西亚的本笃于公元516年创作的供修士们遵守的规则，基本精神为平和、祈祷、工作，中世纪的大多数基督教团体采用此准则，是西方基督宗教中最具影响力的宗教规则之一。